# Adolfo Ruiz Cortínez, Chihuahua
Adolfo Ruiz Cortínez är en ort i Mexiko.   Den ligger i kommunen Namiquipa och delstaten Chihuahua, i den nordvästra delen av landet, 1 400 km nordväst om huvudstaden Mexico City. Adolfo Ruiz Cortínez ligger 1 926 meter över havet och antalet invånare är 413.
Terrängen runt Adolfo Ruiz Cortínez är platt norrut, men söderut är den kuperad. Runt Adolfo Ruiz Cortínez är det mycket glesbefolkat, med 7 invånare per kvadratkilometer. Närmaste större samhälle är Abraham González, 9,1 km nordost om Adolfo Ruiz Cortínez. Omgivningarna runt Adolfo Ruiz Cortínez är i huvudsak ett öppet busklandskap.